# Prenatale diagnostiek
Prenatale diagnostiek is het opsporen van aangeboren of erfelijke afwijkingen bij het ongeboren kind.
Dit onderzoek kan worden aangevraagd als er sprake is van een verhoogde kans op een erfelijke afwijking, die met prenatale diagnostiek aangetoond kan worden. De bekendste ziekte waarop wordt getest is het syndroom van Down. De downscreening of combinatietest valt eigenlijk niet onder prenatale diagnostiek maar is een risico-inschatting, waarbij de kans dat het ongeboren kind het syndroom van Down heeft wordt ingeschat. De achtergrond van deze test is dat vrouwen op hogere leeftijd een verhoogde kans hebben op het krijgen van een kind met aangeboren afwijkingen. Pas wanneer uit de test een verhoogde kans blijkt, wordt meer invasieve (dat wil zeggen waarbij een instrument ingebracht wordt) prenatale diagnostiek ingezet om de diagnose met zekerheid te bepalen.

## Vormen van prenataal onderzoek
- Prenataal onderzoek naar infectieziekten en bloedgroep (dit wordt niet in dit artikel behandeld)
- Prenataal onderzoek naar het syndroom van Down en structurele defecten middels de combinatietest. Dit is een kansberekening op basis van de uitslagen van de nekplooimeting, een bloedtest bij de moeder en de leeftijd van de moeder

## Vormen van prenatale diagnostiek
- vruchtwaterpunctie
- vlokkentest
- testen op basis van celvrij foetaal DNA en RNA in het bloed van de moeder (nog in onderzoeksfase)
- pre-implantatiegenetische diagnostiek
- navelstrengpunctie (cordocentese)

## Tijdstip in de zwangerschap waarop onderzoek kan plaatsvinden
- Vanaf 8 weken: testen op basis van foetaal DNA en RNA in het bloed van de moeder (nog in onderzoeksfase)
- 9-14 weken: combinatietest (bloedtest en nekplooimeting)
- Vanaf 11 weken: NIPT (niet invasieve prenatale test)
- Vanaf 11 weken: vlokkentest
- Vanaf 16 weken: vruchtwaterpunctie

## Wie voor prenatale diagnostiek in aanmerking komen
- Vrouwen die prenataal onderzoek op het syndroom van Down hebben laten doen en als uitslag "verhoogde kans op downsyndroom" hebben gekregen
- Vrouwen van 36 jaar en ouder
- Vrouwen die al eerder een kind met een aangeboren afwijking hebben gekregen
- Vrouwen die een verhoogde kans op een kind met een aangeboren afwijking hebben vanwege het voorkomen van erfelijke ziekten in de familie

## Het onderzoek
Het bekendste onderzoek is de combinatietest. Deze kan worden uitgevoerd tussen de 11e en 14e week van de zwangerschap. Hierbij worden metingen verricht aan hormonen in het bloed van de moeder (PAPP-A en bHCG). Vroeger werd de tripeltest uitgevoerd. In deze test werd naast bHCG ook oestriol en alfafoetoproteïne in het bloed van de moeder gemeten. Maar onderzoek heeft uitgewezen dat de combinatie van twee bloedtesten in combinatie met de nekplooimeting met name de kans op het syndroom van Down beter en in een vroeger stadium van de zwangerschap kan voorspellen. De bloedtesten worden uitgevoerd door geselecteerde klinisch-chemische laboratoria.
De bloedtesten worden gevolgd door een nekplooimeting, uitgevoerd door een gediplomeerde echografist. De nekplooimeting is de meting van de dikte van het laagje vocht dat zich bij elke foetus onder de huid in de nek bevindt. Bij kinderen met het syndroom van Down is er echter meer vocht onder de huid opgehoopt en dus een dikkere plooi zichtbaar op de echo. De uitslag van de nekplooimeting wordt gecombineerd met de uitslagen van de hormoonbepalingen en de leeftijd van de moeder. Aangezien de kans op een kind met het syndroom van Down boven het 36e levensjaar sterk toeneemt, wordt een individuele kans berekend op basis van alle gegevens. Is de kans verhoogd, dan kan eerst een bevestigingsecho worden uitgevoerd in een gespecialiseerd centrum, waarna vervolgens besproken wordt of de aanstaande ouders een vervolgtraject in willen gaan waarin meer invasieve diagnostiek wordt toegepast, zoals de vlokkentest en vruchtwaterpunctie. Op deze manier kan definitief worden bepaald of er sprake is van een aangeboren afwijking of niet.

## Prenatale diagnostiek
De vlokkentest en de vruchtwaterpunctie bieden vrijwel 100% zekerheid over de opgespoorde aangeboren afwijkingen. Deze technieken zijn echter invasief, met een kans van ongeveer 0,3 tot 0,4% op een miskraam als gevolg van de gebruikte techniek. Dit staat gelijk aan 3 tot 4 miskramen per 1000 zwangerschappen. Een minder invasieve techniek is de echografie of echoscopie (waaronder de nekplooimeting) en de tripeltest. Deze technieken kunnen een verhoogd of verlaagd risico aangeven op bepaalde afwijkingen, maar geen zekerheid bieden. Risicobepalende diagnostiek wordt ook screening genoemd.
Prenatale diagnostiek in Nederland is er meestal op gericht na te gaan of er sprake is van het syndroom van Down na een afwijkende combinatietest of op structurele afwijkingen aan de foetus, zoals na een afwijkende echo bij 20 weken. Bij vervolgonderzoek is er ook kans dat andere chromosoomafwijkingen dan het syndroom van Down aan het licht komen. Prenatale diagnostiek naar minder vaak voorkomende erfelijke afwijkingen is niet altijd mogelijk en wordt alleen uitgevoerd bij speciale indicatie, zoals bij aanstaande ouders bij wie er een hoog genetisch risico op de afwijking bestaat, en als er een geschikte test voorhanden is.

## Afwegingen omtrent prenatale diagnostiek

### Abortus
Wanneer na prenatale diagnostiek ernstige aandoeningen worden vastgesteld, kunnen aanstaande ouders besluiten om de zwangerschap af te breken. Dit is voor de betreffende ouders een zeer ingrijpende gebeurtenis, die volgt op een emotioneel zware beslissing. Zij kampen hierna vaak met schuldgevoelens en er bestaat een kans dat zij (of hun omgeving) het recht op verdriet niet erkennen. Toch is, ondanks het feit dat de keuze door de ouders zelf genomen werd, het rouwproces vergelijkbaar met een rouwproces bij spontane doodgeboorte. Men verliest immers in de eerste plaats een kind dat meestal zeer gewenst was. Lotgenotencontact kan ouders helpen om erkenning en herkenning te geven aan dit verdriet. Om het rouwproces na zwangerschapsafbreking (bij prenatale diagnose) te ondersteunen, is zowel in Nederland als in Vlaanderen een contactgroep opgericht. In Nederland is dit de stichting Contactgroep Zwangerschapsbeëindiging (CZB), in Vlaanderen de Contactgroep Zwangerschapsafbreking na Prenataal Onderzoek (Cozapo).
Aanstaande ouders die zwangerschapsafbreking vanwege aangeboren afwijkingen afkeuren, maken zelden gebruik van prenatale diagnostiek. Er zijn echter ook ouders die de testuitslag gebruiken om zich beter voor te bereiden op de geboorte van hun gehandicapte kind. De aandoeningen waarop vandaag de dag onderzocht wordt, kunnen nog niet behandeld worden. De behandeling en operatie van het ongeboren kind staan op het moment nog in de kinderschoenen, maar wellicht zal dit in de toekomst mogelijkheid worden.
Prenatale diagnostiek stelt aanstaande ouders in staat te kiezen voor het afbreken van de zwangerschap, oftewel abortus, vanwege een aangeboren afwijking. Er zijn een aantal stichtingen die informatie bieden die zou kunnen helpen bij die keuze. De Stichting Downsyndroom (SDS) wijst erop dat met de keuze voor abortus een negatieve uitspraak wordt gedaan over de kwaliteit van het leven van mensen met het syndroom van Down. Aanstaande ouders kiezen voor abortus om zeer uiteenlopende redenen. Zo willen zij hun kind het leven met een moeilijke handicap besparen, of zij achten zichzelf en hun gezin niet in staat een gehandicapt kind op te vangen. Dit betekent overigens niet dat deze ouders gehandicapten als minderwaardig beschouwen.
Zowel abortus als prenatale diagnostiek zijn in Nederland volledig vrijwillig. In het verleden was het krijgen van een gehandicapt kind een gebeurtenis die men niet in de hand had. Een aantal aangeboren aandoeningen is tijdens de zwangerschap niet meer te voorkomen, andere aandoeningen zijn niet behandelbaar. Door gebruik te maken van prenatale diagnostiek kunnen aanstaande ouders echter in een vroeg stadium geïnformeerd worden over de kans op een gehandicapt kind. Systematische opsporing van deze aandoeningen is daarom niet gericht op preventie of behandeling, maar op het tijdig informeren van aanstaande ouders over handelingsopties. Zo kunnen zij een goed geïnformeerde keuze maken over alle stappen in het prenataal onderzoek. Veel ouders van gehandicapte kinderen zijn bang dat zij voor deze (veronderstelde) keuze verantwoordelijk zullen worden gehouden en daarom ook minder hulp vanuit de maatschappij kunnen verwachten. Hoe dan ook zal het programma van prenatale diagnostiek de beeldvorming over gehandicapten in de samenleving veranderen.
In Nederland wordt prenatale diagnostiek toegepast voor het opsporen van chromosomale defecten zoals het syndroom van Down of aangeboren structurele defecten zoals open rug en enkele andere zeldzame afwijkingen. Prenatale diagnostiek kan ook worden toegepast voor de bepaling van minder ernstige afwijkingen of ter bepaling van het geslacht. De algemene opvatting is echter dat terughoudendheid moet worden betracht in het gebruik van prenatale diagnostiek voor deze doeleinden.
Tot slot is het belangrijk te beseffen dat niet alle aanstaande ouders na een tegenvallende testuitslag kiezen voor abortus. Hoewel een deel van deze ouders achteraf zegt het liever 'niet geweten te hebben', heeft het merendeel veel aan de test gehad.

### Risico's
Bij de vlokkentest en de vruchtwaterpunctie bestaat het risico op een miskraam als gevolg van de test. Dit risico is ongeveer 0,3-0,4% en hangt af van de kwaliteit van de kliniek waar de test wordt uitgevoerd. Als iedere zwangere vrouw met een risico van 1:250 of hoger een invasieve test ondergaat, zal er per opgespoord kind met een handicap één spontane miskraam plaatsvinden. Op het moment ligt de verhouding zelfs hoger, omdat zwangere vrouwen boven de 36 jaar op basis van leeftijd een invasieve test mogen laten doen zonder voorafgaande combinatietest, terwijl het eigenlijke risico (op basis van stoffen in het bloed in plaats van op basis van de leeftijd) bij de helft van deze leeftijdsgroep lager ligt dan 1:250.

### Onnodige onrust
Bij de risicobepalende tests worden doorgaans vrouwen met een risico van 1:250 of hoger doorverwezen voor de vlokkentest of vruchtwaterpunctie. Bij het merendeel van deze vrouwen (249 van de 250) blijkt er niets aan de hand te zijn. Deze fout-positieve uitslag kan leiden tot veel onzekerheid. Er is echter geen bewijs voor blijvende gevolgen na de definitieve uitslag. Vrouwen die volgens de risicobepalende tests een laag risico hebben, voelen zich hierdoor juist gerustgesteld.
Echoscopie wordt vaak om andere redenen uitgevoerd dan voor het opsporen van aangeboren afwijkingen, bijvoorbeeld om de zwangerschapsduur of het geslacht te bepalen. Als hierbij zonder duidelijke voorafgaande informatie of afspraken prenatale diagnostiek wordt uitgevoerd, dan wordt het recht om 'het niet te weten' van de ouders geschonden.

## Beleid en regelgeving in Nederland
In Nederland krijgen vrouwen van 36 jaar en ouder prenatale diagnostiek aangeboden. Zij kunnen kiezen voor een vlokkentest of vruchtwaterpunctie zonder voorafgaande screeningstest. De reden voor deze leeftijdsgrens is, dat de kans op een kind met het syndroom van Down sterk toeneemt met de leeftijd van de moeder. Ook vrouwen die twee keer een miskraam hebben gehad komen voor prenatale diagnostiek in aanmerking, omdat een miskraam kan duiden op een gebalanceerde chromosoomafwijking bij een van de ouders. Wat betreft risicobepalende tests is er geen eenduidig beleid. Soms wordt een test aangeboden door de verloskundigenpraktijk, soms moet de vrouw er zelf om vragen. Risicobepalende tests worden niet altijd vergoed door de verzekering. Is de leeftijd 36 jaar of ouder, dan wordt deze test wel vergoed. Als er echter uit een risicobepalende test een risico naar voren komt van 1:250 of hoger, dan komt de vrouw in aanmerking voor de vlokkentest of de vruchtwaterpunctie, die wordt vergoed door de verzekeraar als de huisarts, verloskundige of gynaecoloog een overeenkomst heeft met een regionaal centrum voor prenataal onderzoek.